# イヤード・アッラーウィー
イヤード・アッラーウィー（اياد علاوي Iyād ʿAllāwī, 1944年5月31日 - ）は、イラクの政治家。イラク暫定政権において実務を統括する首相を務める。報道等では一般にイヤド・アラウィと表記される。政党連合「イラク国民運動」の代表。
サッダーム・フセイン政権倒壊以前、親米派反体制政党の代表格であり、現在はイラク共産党系のイラク国民リストに参加するイラク国民合意(INA)の指導者でもある。INAはイラク中部のスンナ派出身者を中心とするとされるが、アッラーウィー自身はシーア派に属する。

## 来歴
1944年5月31日生まれ。知られているところによれば、アッラーウィーは王政時代に保健相を務めた父をもち、イギリスで医師として教育を受けた世俗エリートであった。彼は1960年代からバアス党の政治活動に携わったが、1970年代後半、バアス党指導者に台頭したサッダーム・フセインと敵対するようになり、バグダードを離れた。この時期、ロンドンに滞在していたアッラーウィーは、1978年には何者かによる襲撃を受けて負傷したが、これはサッダームの放った工作員による暗殺未遂とされる。
1990年にイラク国外で軍・警察機関の反体制派を中心とするイラク国民同意を創設した。彼らはヨルダンのアンマンを拠点にCIAの支援を受けて軍によるサッダーム政権に対するクーデターを目指し活動したが、満足な成果を得られなかったためにアメリカ当局からは距離を置かれるようになり、親米反体制組織の主流をアフマド・チャラビーのイラク国民会議に奪われた。
2003年のイラク戦争でサッダーム政権が倒壊するとイラクに帰国。イラク統治評議会のメンバーとなり、12月には、輪番と定められた評議会議長を務めた。また彼は評議会の安全保障委員会の委員長となるとともに、治安部門の閣僚にも自身の関係者を送り込み、占領下の治安行政に影響力をもっているとされる。2004年4月にはアメリカ軍のファルージャ攻撃に抗議して安全保障委員会委員長を辞任したが、アッラーウィーはINAの政治的経緯から評議会中でも特に親米的であるとされ、敵対勢力からは、もっぱら「アメリカの傀儡」であるとみなされた。
2004年5月28日、イラク統治評議会によってイラク暫定政権の首相に選出され、6月2日に暫定政権発足とともに首相に就任。6月28日に主権委譲を受けた暫定政権の政務の最高責任者として、治安対策の強化を掲げてた。
また、元バアス党員の公職追放解除、旧政権時の公務員、軍将校、治安・情報機関幹部の積極的登用を行ったりした。しかし、これらの政策は旧政権下で抑圧されていたシーア派・クルド人勢力から猛反発を受けた。
2004年のベルリン訪問の際に、イスラム過激派のラフィク・ヨセフによる暗殺未遂があった。